# Azarashi Rock
Azarashi Rock är en kulle i Antarktis. Den ligger i Östantarktis. Norge gör anspråk på området. Toppen på Azarashi Rock är 361 meter över havet.
Terrängen runt Azarashi Rock är huvudsakligen kuperad, men söderut är den platt. Terrängen runt Azarashi Rock sluttar västerut. Trakten är obefolkad. Det finns inga samhällen i närheten.